# Frank Ensink
Frank Ensink (Hengelo, 9 september 1966) is een Nederlands voormalig profvoetballer die als  doelman speelde.
Ensink begon zijn professionele loopbaan bij FC Twente. Hij wist hier echter geen basisplaats te veroveren en in 1989 vertrok hij naar Go Ahead Eagles waar hij uitgroeide tot een vaste waarde. Met de club promoveerde hij in 1992 naar de Eredivsie. In februari 1994 vertrok Ensink op huurbasis naar Dordrecht '90 waar hij 7 wedstrijden speelde. Hierna speelde Ensink nog 2 seizoenen bij amateurclub Achilles '12 en 7 seizoenen bij HSC '21. Met HSC werd hij in 1999 algemeen amateurkampioen.
Na het beëindigen van zijn actieve voetballoopbaan werd Ensink in 2013 keeperstrainer bij HSC'21 en later bij ATC '65.

## Clubstatistieken
| seizoen | club            | competitie     | duels | goals |
| ------- | --------------- | -------------- | ----- | ----- |
| 1985/86 | FC Twente       | Eredivisie     | 5     | 0     |
| 1986/87 | FC Twente       | Eredivisie     | 0     | 0     |
| 1987/88 | FC Twente       | Eredivisie     | 6     | 0     |
| 1988/89 | FC Twente       | Eredivisie     | 0     | 0     |
| 1989/90 | Go Ahead Eagles | Eerste divisie | 23    | 0     |
| 1990/91 | Go Ahead Eagles | Eerste divisie | 37    | 0     |
| 1991/92 | Go Ahead Eagles | Eerste divisie | 27    | 0     |
| 1992/93 | Go Ahead Eagles | Eredivisie     | 34    | 0     |
| 1993/94 | Go Ahead Eagles | Eredivisie     | 13    | 0     |
| 1993/94 | → Dordrecht'90  | Eerste divisie | 7     | 0     |